# Manslaughter (Album)
Manslaughter ist das fünfte Studioalbum der US-amerikanischen Rap-Metal-Band Body Count, das 2014 bei Sumerian Records erschien und von Will Putney produziert wurde. Nach dem erfolglosen Album Murder 4 Hire und dem Tod von drei Gründungsmitgliedern wurden erneut zwei Bandmitglieder ausgetauscht, sodass es das erste Album mit dem Gitarristen Juan of the Dead und dem Schlagzeuger Will Ill ist.

## Hintergrund
Manslaughter erschien 2014 und damit acht Jahre nach dem letzten Album Murder 4 Hire. Als Gründungsmitglieder der Band verblieben nur Ice-T und der Gitarrist Ernie C, hinzu kam der bereits bei Murder 4 Hire aktive Bassist Vincent Price sowie als Neumitglieder der Gitarrist Juan of the Dead und der Schlagzeuger Will Ill. Die Band war nach dem Misserfolg von Murder 4 Hire einige Jahre inaktiv und spielte erst 2009 im Rahmen der Vans Warped Tour eine Show mit NOFX, Pennywise und Rise Against, wobei sie den Thrash-Metal-Song Raining Blood von Slayer coverten und zum Abschluss ihr umstrittenes Cop Killer spielten. Danach wirkte die Band in dem 2011 erschienenen Computerspiel Gears of War 3 mit.
Auch auf diesem Album führten sie ihren bekannten und oft kritisierten Crossover-Stil aus Hardcore-Rap und Heavy Metal weiter. Auf dem Album enthalten ist eine Body-Count-Version des Songs 99 Problems in zwei Versionen, das ursprünglich von Ice-T stammt und 1993 auf seinem Album Home Invasion veröffentlicht und später von dem Rapper Jay-Z gesampelt und hier wieder aufgegriffen wurde. In der Body-Count-Version wird das Lied mit dem Rocksound der Band versehen, die erste Strophe wird dabei von Ice-T ohne Begleitung gerappt. Eine weitere Cover-Version ist Institutionalized als Institutionalized 2014, ursprünglich von Suicidal Tendencies.

## Resonanz
Manslaughter war international wenig erfolgreich, stieg jedoch anders als der Vorgänger Murder 4 Hire sowohl in die Deutschen Albumcharts wie auch in die amerikanischen Billboard 200 ein. In den Billboard-Charts wurde es am 28. Juni 2014 auf Rang 102 verzeichnet, blieb dort jedoch nur eine Woche. Auch in Deutschland blied das Album nur eine Woche in den Charts, hier erreichte es Rang 92 der Top 100.
Anders als bei dem Vorgänger-Album Murder 4 Hire, das im Rückblick als „künstlerischer Tiefpunkt“ bezeichnet wurde, fielen die Rezensionen bei Manslaughter differenzierter aus. Allmusic.com bemängelte noch immer die Kreativität und schrieb: „At this stage, Body Count haven't changed much, and really aren't likely to. […] However, if you weren't sold on these guys in the first place, this album isn't likely to change your mind.“ („Zum jetzigen Zeitpunkt haben sich Body Count nicht viel verändert, und wahrscheinlich werden sich auch nicht viel ändern. […] Wenn Sie jedoch von diesen Jungs von vornherein nicht begeistert waren, wird dieses Album Ihre Meinung wahrscheinlich nicht ändern.“) Das ist auch die Einschätzung von Jon Hadusek auf consequenceofsound.net: „Body Count doesn’t seem interested in being a novelty of the past. Rather, Manslaughter, their fifth studio album and first since 2006’s Murder 4 Hire, embraces the controversy and Slayer-inspired acerbity that made the debut so provocative in the first place, and that’s clear from opener “Talk Shit, Get Shot”.“ („Body Count scheint nicht daran interessiert zu sein, eine Neuheit der Vergangenheit zu sein. Vielmehr greift Manslaughter, ihr fünftes Studioalbum und erstes seit Murder 4 Hire von 2006, die Kontroverse und die von der Slayer inspirierte Schärfe auf, die das Debüt überhaupt erst so provokativ gemacht haben, und das wird direkt beim Opener ,Talk Shit, Get Shot‘ deutlich.“) Für ihn ist Manslaughter das lyrisch und musikalisch inspirierteste Werk seit ihrem Debütalbum. Auch laut.de äußert sich positiv zum Album. Die „Unverwechselbarkeit des brutalen Sounds, den einst Klassiker wie ,Body Count’s In The House‘ oder ,Cop Killer‘ definierten“ wird hier als Alleinstellung herausgehoben, im neuen Album „klingen Body Count anno 2014 instrumental mehr nach tightem Metalcore denn nach dem Crossover der frühen Neunziger.“

## Titelliste
Das Album enthält 14 Lieder:
1. Talk Shit, Get Shot – 3:48
2. Pray for Death – 3:42
3. 99 Problems BC – 3:10
4. Back to Rehab – 3:27
5. Manslaughter – 3:13
6. Get a Job – 3:03
7. Institutionalized 2014 – 3:48
8. Pop Bubble (feat. Jamey Jasta) – 3:26
9. Enter the Dark Side – 3:32
10. Bitch in the Pit – 3:01
11. Black Voodoo Sex – 4:00
12. Wanna Be a Gangsta – 3:46
13. I Will Always Love You – 5:01
14. 99 Problems BC (Remix) – 3:22

## Belege
1. ↑  Body Count auf laut.de; abgerufen am 5. August 2020.
2. ↑  Body Count – Manslaughter (Album). billboard.com, abgerufen am 5. August 2020.
3. ↑  Body Count – Manslaughter (Album). offiziellecharts.de, abgerufen am 5. August 2020.
4. ↑  Jens Mayer: Body Count – Bloodlust auf visions.de, 31. März 2017; abgerufen am 5. August 2020.
5. ↑  Body Count – Manslaughter auf allmusic.com; abgerufen am 5. August 2020.
6. 1 2  Jon Hadusek: Body Count – Manslaughter auf consequenceofsound.net, 16. Juni 2014; abgerufen am 5. August 2020.
7. ↑  Body Count – Manslaughter auf laut.de; abgerufen am 6. August 2020.
8. ↑  Body Count – Manslaughter bei Discogs; abgerufen am 5. August 2020.